# Magosi Bálint
Magosi Bálint (Dunaújváros, 1989. augusztus 15. –) magyar válogatott jégkorongozó.

## Dunaújvárosi évek
Mint megannyi későbbi válogatott játékos, ő is a Dunaújvárosi Acélbikákban kezdte meg pályafutását már egészen fiatalon. A tehetséges csatár hamar kezdővé nőtte ki magát a csapatban, a szurkolók is nagyon szerették. 2008 októberében szívizomgyulladást állapítottak meg nála, ezt követően három hónap pihenőre fogták az orvosok.
Utolsó szezonjában 24 gólt és 26 asszisztot osztott ki, az átigazolását a Fehérvár AV 19 sajtótájékoztatóján jelentette be.

## Székesfehérvár, majd Franciaország
Nagyon szeretett itt játszani, a csapat menetelt, és ebből ő is nagy részt vett ki. Emlékezetes eset, amikor az HC TWK Innsbruck elleni mérkőzésen teljes erőből lefejelte Florian Pedevillát. Három meccsre tiltották el.
A Fehérvár AV 19 csapatával rengeteg EBEL-meccset tudott játszani, így nemzetközi tapasztalatra is szert tehetett. Magosi, vagy ahogy Székesfehérváron nevezték, Magó úgy hagyta ott a Fehérvár AV 19 csapatát, hogy több mint 200 meccsen 64 pontot szerzett. A csapatot 4 éven át szolgálta. 
Ahogy ő fogalmazott, első idegenlégiós szezonja felemásra sikeredett. Karácsony előtt a csapat jól szerepelt a bajnokságban, utána viszont egy mélyrepülés következett, és a HC Briançon kiesett a francia első osztályból. Viszont Magosinak mégse sikerült teljesen jól a szezon, habár rengeteget játszott, és nagyon megszerette a várost, január végén szárkapocscsonttörést szenvedett, és csak április elejére gyógyult meg teljesen a lába.

## Érdekességek
2005-ben a Rudas középiskolával második lett az országos floorball diákolimpia döntőjében. A csapat edzői Nagyné Fauszt Csilla, az iskola igazgatóhelyettese és Horváth Csaba földrajztanár voltak.
Bálizs Bencével együtt részt vett a Music FM Délutáni RoadShow című műsorában.